# 030 Ouest 1471 à 1522

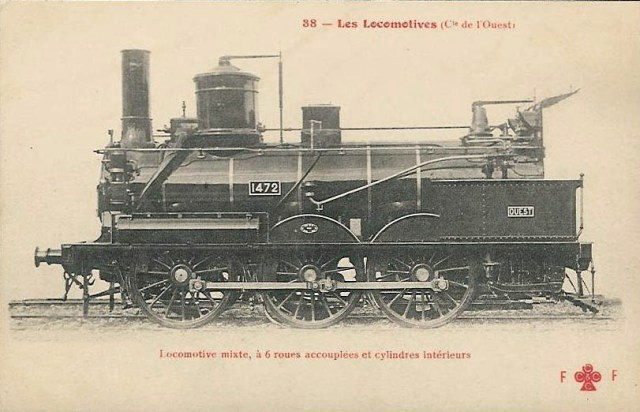
Locomotive n°1472

Les 030 Ouest 1471 à 1522 sont des locomotives de la compagnie des chemins de fer de l'Ouest à tender séparé de type 030. Elles sont affectées à la traction des trains de voyageurs et marchandises.

## Histoire
La série de 52 machines a été livrée aux chemins de fer de l'Ouest puis est intégrée en 1909 au parc des chemins de fer de l'Etat. Elles deviennent alors les 030-201 à 251. En 1931 toutes les locomotives ont disparu.

## Construction
Elle est réalisée dans l'ordre suivant:
no 1471-1512 livrées par la Société J. F. Cail & Cie, de 1853 à 1857,
no 1513-1522 livrées par Parent et Schaken en 1857;

## Description
Ces machines ont un moteur à deux cylindres à simple expansion et sont équipées d'une distribution intérieure de type Stephenson. La chaudière est munie d'un foyer Crampton et d'un dôme surnommé "moutardier" du fait de sa forme rappelant un pot à moutarde. Une sablière est située derrière ce dôme. Le poste de conduite est situé sur la droite. Le frein à air est utilisé avec une pompe située à l'avant gauche et un réservoir sur le côté du tablier. Ultérieurement des modifications ont été faites comme le remplacement de l'abri.

## Caractéristiques
Poids à vide: 36 tonnes
Diamètre des roues motrices: 1540 mm
Pression dans la chaudière: 8 kg
Vitesse maximale: 65 km/h